# Castelul Evenburg
Castelul Evenburg (în germană: Schloss Evenburg ) este un castel cu apă⁠(d) situat în partea de sud a satului Loga⁠(d), lângă orașul Leer, în districtul omonim, din landul Saxonia Inferioară, Germania, pe malul râului Leda.
Castelul a fost construit între anii 1642 și 1650 de către colonelul olandez (Baron) Erhard von Ehrentreuter van Hofrieth (1596-1664), comandant al garnizoanei olandeze din Emden. El a comandat construcția castelului pentru soția sa, Eva von Ungnad.
Marie van Ehrentreuter (1633-1702), cea mai tânără fiică a constructorului, s-a căsătorit cu Gustav Wilhelm Freiherr von Wedel (1641-1717), un locuitor al orașului Königsberg, care ulterior a devenit feldmareșal în slujba regelui danez Christian al V-lea. Sub domnia regelui Christian al VI-lea, el a devenit guvernator al Oldenburgului. În 1684, el a achiziționat comitatul Jarlsberg⁠(d) lângă Oslo, în Norvegia. Aceasta i-a conferit titlul de conte. În Loga se află și Philippsburg, alt castel care a fost deținut de familia von Wedel.
Aspectul său actual din secolul al XIX-lea se datorează lui Carl Georg von Wedel și arhitectului Richard Stüve, care au renovat castelul Evenburg în stilul neogotic timpuriu în perioada 1861-1862, folosind elemente atât din gotica Tudor engleză, cât și din gotica hanseatică nord-germană. Stüve, elev al lui Ernst Ebeling la Școala Politehnică din Hanovra, a proiectat și impresionantul Organeum⁠(d) din Weener (1870-1873), situat la scurtă distanță de granița olandeză.
La castelul Evenburg aparțin o curte exterioară din 1703 și două ferme, Meierhof și Elfriedenhof. În timpul celui de-al Doilea Război Mondial, castelul și clădirile adiacente au fost grav afectate și au fost renovate simplu după război. În 1975, districtul Leer a devenit proprietarul castelului, după care acesta a fost supus unei renovări ample. Parcul din jurul castelului este un parc peisagistic englezesc⁠(d), accesibil gratuit pentru plimbări.

Până în 2011, în castelul Evenburg a funcționat o școală pentru profesori. De atunci, o parte din clădire a fost transformată într-un muzeu, care găzduiește în mod regulat expoziții temporare prestigioase. De asemenea, sunt organizate frecvent concerte. Castelul poate fi vizitat în cadrul tururilor ghidate organizate.

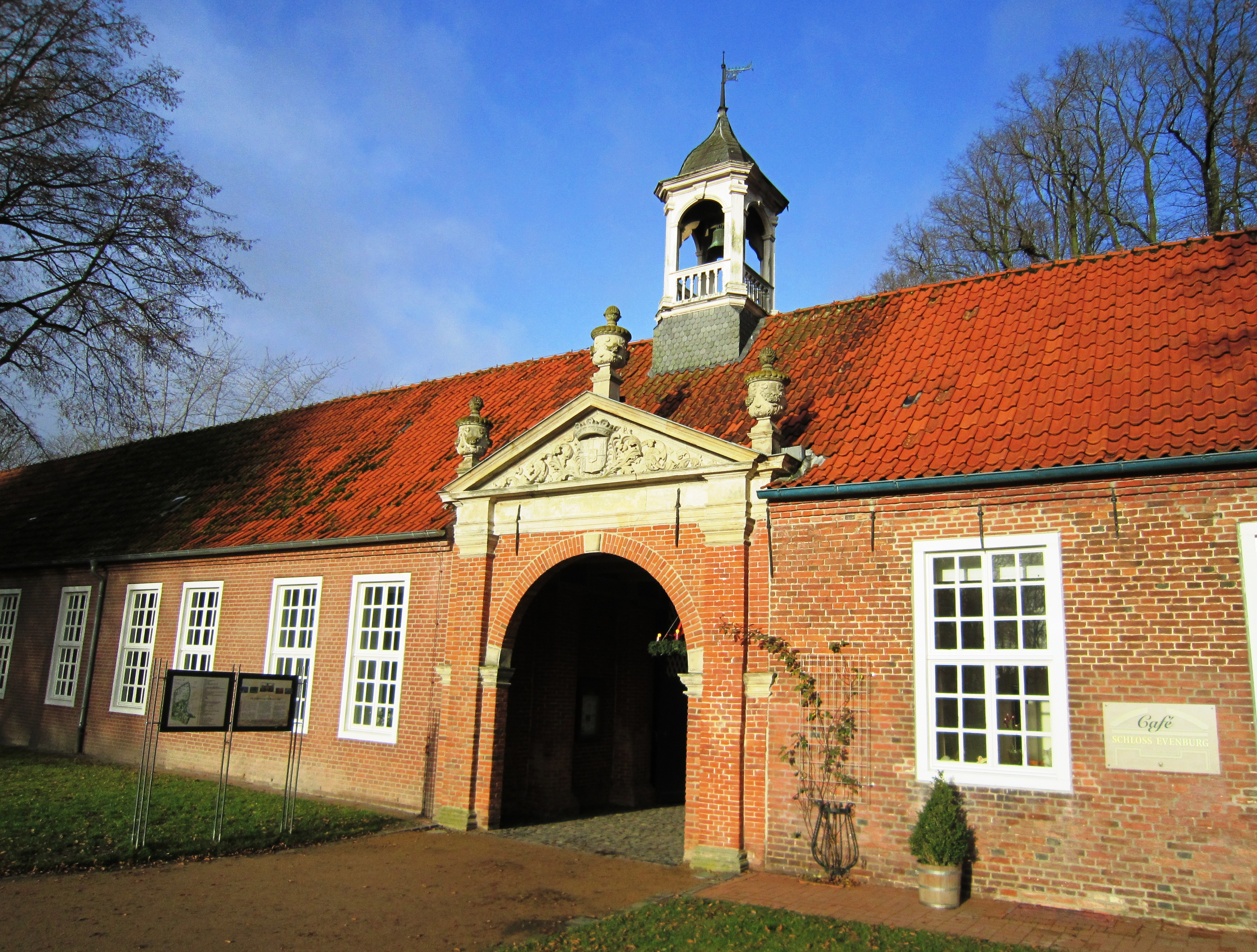
Curtea exterioară
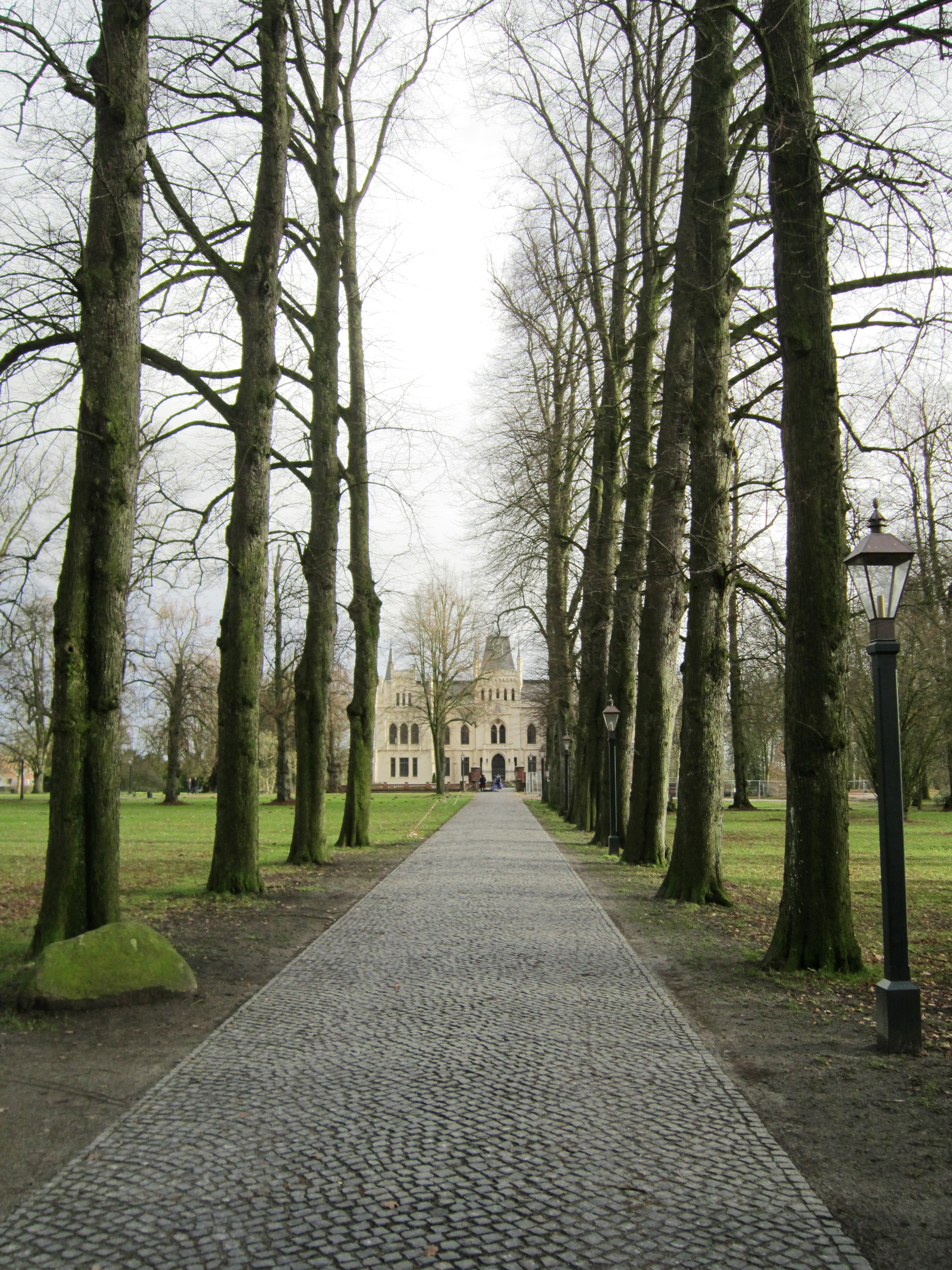
Drumul de acces la castel
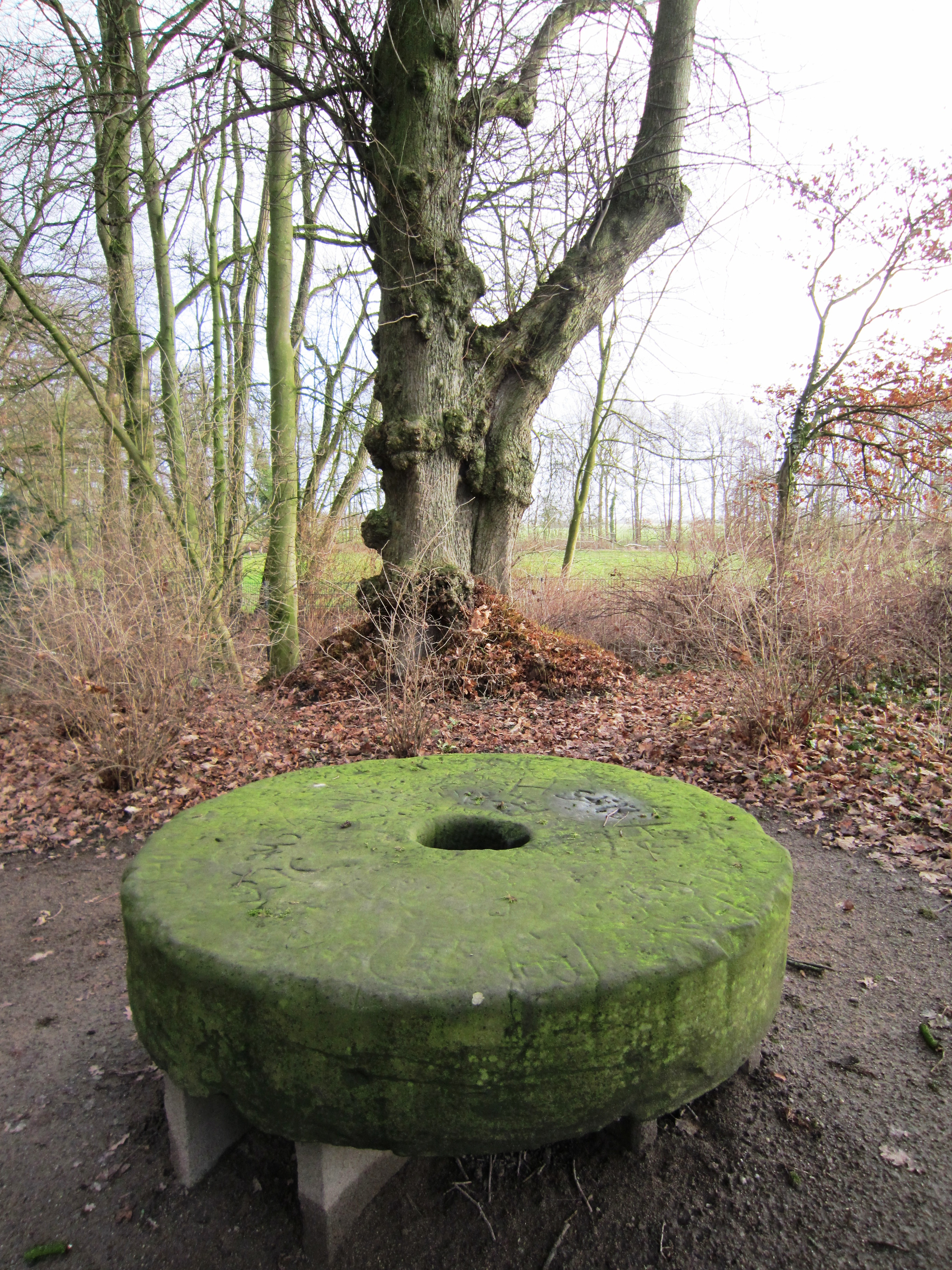
Piatră de moară în parc
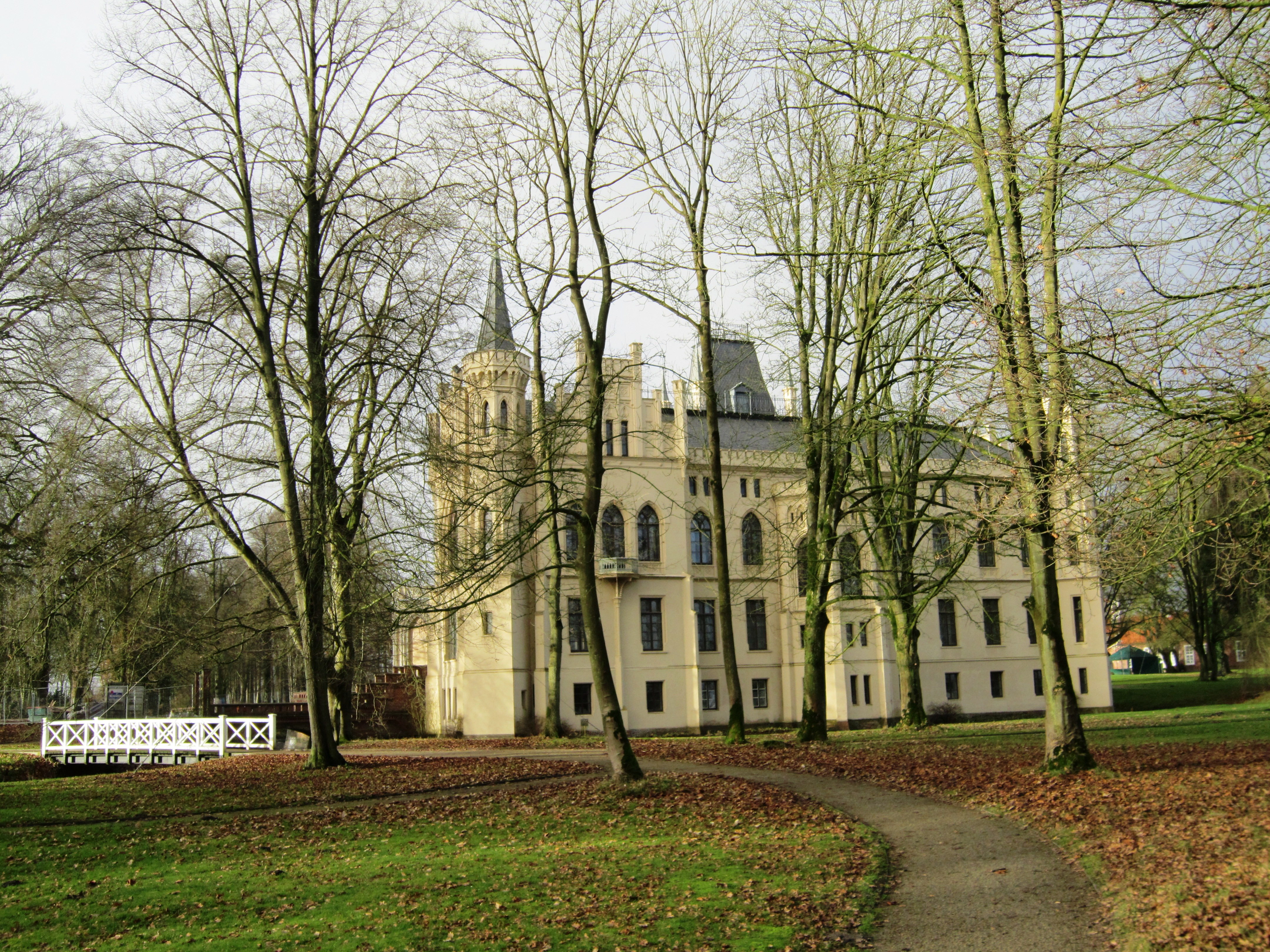
Parcul din jurul castelului
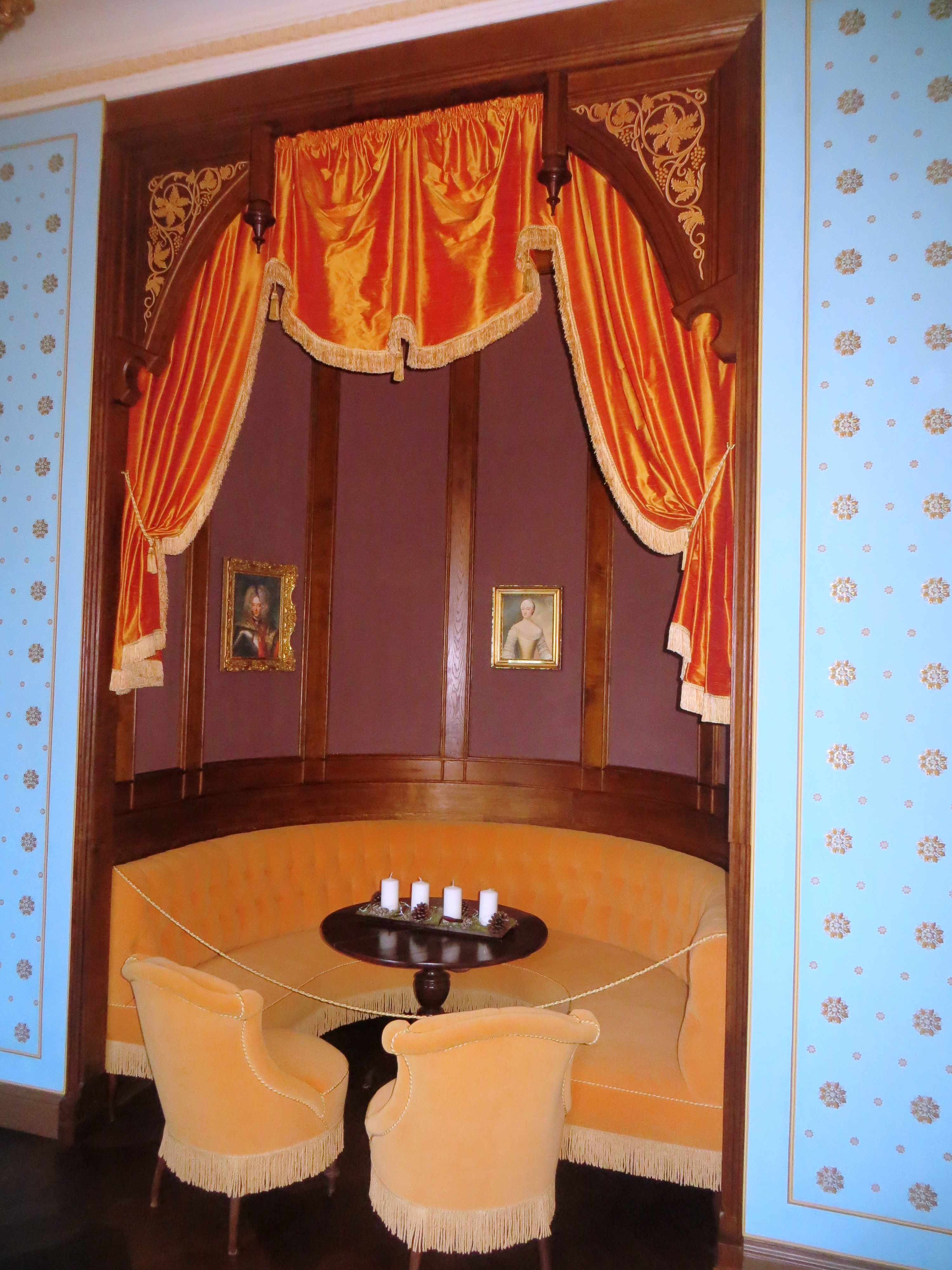
Nișă în castel
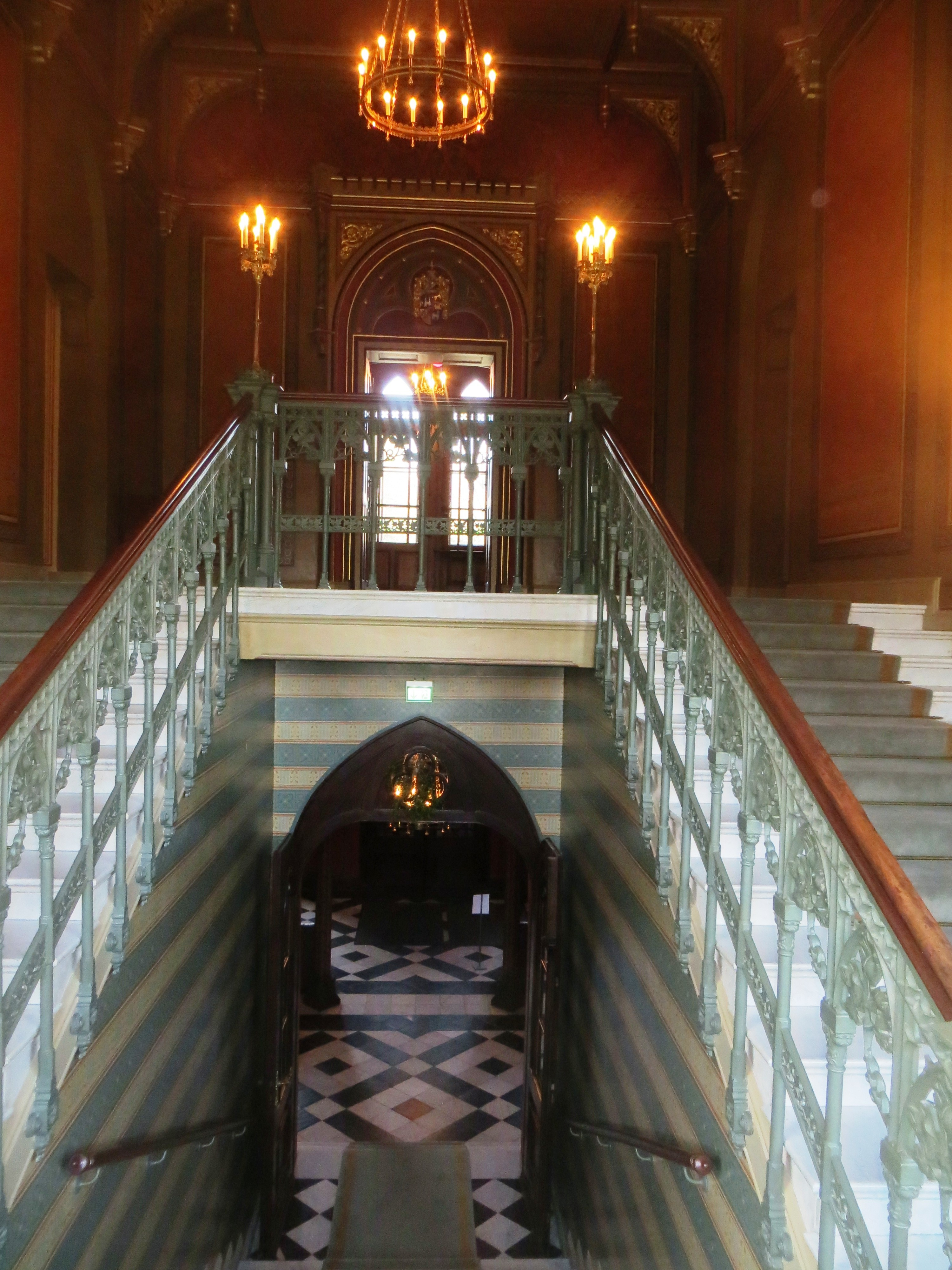
Casa scarilor din castel